# Heinz Ehlers
Heinz Ehlers (* 25. Januar 1966 in Aalborg) ist ein ehemaliger dänischer Eishockeyspieler und heutiger -trainer. Zwischen Oktober 2016 und April 2020 war er Cheftrainer der SCL Tigers in der National League. Er ist Mitglied in der Hall of Fame des dänischen Eishockeys.
Seine Söhne Sebastian Ehlers und Nikolaj Ehlers sind ebenfalls professionelle Eishockeyspieler.

## Karriere

### Als Spieler
Heinz Ehlers begann seine Karriere als Eishockeyspieler in seiner Heimatstadt bei AaB Ishockey, für das er 1981 erstmals in der höchsten dänischen Spielklasse auf dem Eis stand. Beim NHL Entry Draft 1984 wurde der Angreifer als insgesamt 188. Spieler in der neunten Runde von den New York Rangers ausgewählt, wechselte jedoch nicht nach Nordamerika, sondern in die schwedische Elitserien, wo er fünf Jahre lang für Leksands IF spielte, mit dem er in der Saison 1988/89 Vizemeister wurde. Anschließend unterschrieb der Däne einen Vertrag beim Ligakonkurrenten AIK Solna, für den er von 1989 bis 1991 zwei weitere Spielzeiten in der Elitserien verbrachte. Mit dem Zweitligisten Rögle BK schaffte der Stürmer in der Saison 1991/92 den Aufstieg in die Elitserien, kehrte schließlich aber nach einem Jahr Erstklassigkeit zu seinem Heimatverein AaB Ishockey zurück.
Während der laufenden Spielzeit 1993/94 schloss sich Ehlers dem EHC Biel aus der Schweizer Nationalliga A an, wechselte allerdings am Saisonende nach Österreich zum EC KAC. Bei diesem blieb er eineinhalb Jahre lang, ehe er sich zu Beginn der Saison 1995/96 den Augsburger Panthern aus der Deutschen Eishockey Liga anschloss, für die er zwei Jahre lang in der höchsten deutschen Spielklasse aktiv war. Von 1997 bis 2002 war der Däne Stammspieler bei den Berlin Capitals (und zeitweilig auch Mannschaftskapitän), die er anschließend in Richtung Aalborg verließ, wo er seine aktive Karriere im Jahr 2004 bei seinem Heimatverein beendete.

### International
Ehlers absolvierte zwischen 1983 und 2001 104 Länderspiele (60 Tore, 103 Vorlagen) für die dänische Nationalmannschaft. Er nahm an den C-Weltmeisterschaften 1987, 1990 und 1991 sowie an den B-Weltmeisterschaften 1989, 1992, 1993, 1994, 1998 und 1999 teil. In insgesamt 61 WM-Partien erzielte der Stürmer 45 Tore und 72 Assists.

### Als Trainer
Nach seinem Karriereende übernahm Heinz Ehlers im Jahr 2005 den Trainerposten seines letzten Vereins als Spieler, bei AaB Ishockey. Bereits in der ersten Spielzeit als Chefcoach wurde der Däne mit AaB Vizemeister, nachdem die Mannschaft im Endspiel SønderjyskE Ishockey mit 2:4 Spielen unterlag. Nachdem er diesen Erfolg im folgenden Jahr wiederholen konnte, wechselte Ehlers in die Schweiz, wo er den Trainerposten des EHC Biel übernahm und diesen Saison 2007/08 in die erstklassige National League A führte. Nachdem der Verein in den Play-outs der Saison 2008/09 zu scheitern drohte, wurde der Däne während der laufenden Relegationsrunde, der sogenannten Liga-Qualifikation, im April 2009 entlassen und durch Kent Ruhnke ersetzt.
Ab November 2009 stand Ehlers beim NLB-Teilnehmer SC Langenthal hinter der Bande und gewann mit diesem 2012 den Meistertitel in der National League B. Zur Saison 2013/14 nahm er ein Angebot des NLA-Aufsteigers Lausanne HC an. In der Spielzeit 2013/14 gelang mit den Waadtländern sensationell die Qualifikation für die Playoffs. In den Playoff-Viertelfinals unterlag der Außenseiter dem souveränen Qualifikationssieger ZSC Lions erst in der entscheidenden siebten Partie der Serie mit 3:4-Siegen und verpasste lediglich knapp eine weitere Überraschung. Auch in der Folgesaison 2014/15 führte Ehlers LHC in die Playoffs, wo man in der ersten Runde gegen Bern ausschied. 2015/16 wurde Lausanne Neunter der Hauptrunde und verpasste bei Punktgleichheit mit dem Achten Bern die Playoffs. Nach der Saison gab der Verein trotz laufenden Vertrages die Trennung von Ehlers bekannt. Rund einen Monat vor der Mitteilung hatte Lausannes Präsident Ehlers' Spielsystem in einem Interview in Frage gestellt.
Anfang Oktober 2016 übernahm Ehlers das Cheftraineramt bei den SCL Tigers, nachdem sich der NLA-Verein von Scott Beattie getrennt hatte. Zusätzlich wurde er im Herbst 2017 Assistenztrainer der dänischen Nationalmannschaft. In der Saison 2018/19 führte er SCL ins Viertelfinale der NLA und schaffte auf diese Weise den größten Vereinserfolg seit Jahren. Er habe in Langnau damit laut NZZ „nahezu das Optimum aus den Möglichkeiten herausgeholt“. Im April 2020 beendete er seine Tätigkeit bei den Tigers. Mit dem Beginn der Saison 2023/24 wurde er wieder in der Schweiz tätig, allerdings in der Swiss League. Dort übernahm er als Cheftrainer den EHC Visp. In der ersten Saison erreichte er mit den Vispern den Halbfinal. In der Saison 2024/25 führte Ehlers die Mannschaft zum Gewinn des Meistertitels. Bereits im Januar 2025 wurde Ehlers’ Rückkehr nach Dänemark am Ende der Saison 2024/25 bekannt. Ehlers entschied sich um und blieb in der Schweiz, im April 2025 gab der EHC Basel die Verpflichtung des Dänen als Assistenztrainer bekannt.

## Erfolge und Auszeichnungen
- 1989 Schwedischer Vizemeister mit Leksands IF
- 1992 Aufstieg in die Elitserien mit Rögle BK
- 1992 Bester Vorlagengeber der Division 1, Süd
- 2008 Meister der NLB mit dem EHC Biel (als Cheftrainer)
- 2012 Meister der NLB mit dem SC Langenthal (als Cheftrainer)
- 2014 Aufnahme in die Hall of Fame des dänischen Eishockeys
- 2025 Meister der Swiss League mit dem EHC Visp (als Cheftrainer)

### International
| - 1987 Bester Stürmer der C-Weltmeisterschaft - 1987 All-Star Team der C-Weltmeisterschaft - 1990 Bester Vorlagengeber der C-Weltmeisterschaft - 1991 Bester Stürmer der C-Weltmeisterschaft | - 1991 Topscorer der C-Weltmeisterschaft - 1991 Bester Vorlagengeber der C-Weltmeisterschaft - 1999 Bester Stürmer der B-Weltmeisterschaft - 1999 All-Star Team der B-Weltmeisterschaft |

## Karrierestatistik
(Legende zur Spielerstatistik: Sp oder GP = absolvierte Spiele; T oder G = erzielte Tore; V oder A = erzielte Assists; Pkt oder Pts = erzielte Scorerpunkte; SM oder PIM = erhaltene Strafminuten; +/− = Plus/Minus-Bilanz; PP = erzielte Überzahltore; SH = erzielte Unterzahltore; GW = erzielte Siegtore; 1 Play-downs/Relegation; Kursiv: Statistik nicht vollständig)